# Химна Краљевине Југославије
Химна Краљевине Срба, Хрвата и Словенаца, касније Краљевине Југославије је била састављена од три песме: Боже правде која је пре настанка заједничке државе била химна Краљевине Србије, а данас је химна Србије и бивша химна Републике Српске, Лијепа наша домовино која је данас химна Хрватске и Напреј застава славе (сло: Naprej zastava slave) која је некада била химна Словеније, а данас је свечана песма Војске Словеније.
Никада није била званично, законом, проглашена за химну државе и није постојао званично дефинисан текст. Једино правило, које је било дефинисано, односило се на редослед извођења свечаних песама сва три народа, односно (од 1929) све три јужно-словенска племена која су чинила југословенски народ.
Химна је сачињена од 4 строфе, од којих су прва и четврта узете из песме Боже правде, друга из песме Лијепа наша домовино, а трећа из песме Напреј застава славе. У неким приликама интониране су све три свечане песме у целости, а понекад и по две строфе од сваке песме.

## Текст
Боже правде, ти што спасе,

од пропасти до сад нас!

Чуј и од сад наше гласе

и одсад нам буди спас!
-{Lijepa naša domovino,

Oj junačka zemljo mila,

Stare slave djedovino,

Da bi vazda sretna bila!
Naprej zastava slave,

na boj junaška kri,

za blagor očetnjave

naj puška govori!}-
Боже спаси, Боже храни,

нашег Краља и наш род!

Краља Петра, Боже храни, (Краљ' Ал'ксандра, Боже, храни)

моли ти се сав наш род!
Четврта строфа је на, де-факто, српском уз напомену да може да се пева и на осталим дијалектима тадашњег српскохрватског као и на словеначком језику.